# Gnoma nicobarica
Gnoma nicobarica là một loài bọ cánh cứng trong họ Cerambycidae.